# Corso di Porta Romana
Corso di Porta Romana è una strada radiale del centro di Milano dove si trovava il principale ingresso imperiale di Mediolanum con la Via Porticata. Il Corso inizia in piazza Missori, nei pressi di piazza del Duomo, e termina in piazza Medaglie d'Oro presso l'antica Porta Romana. 

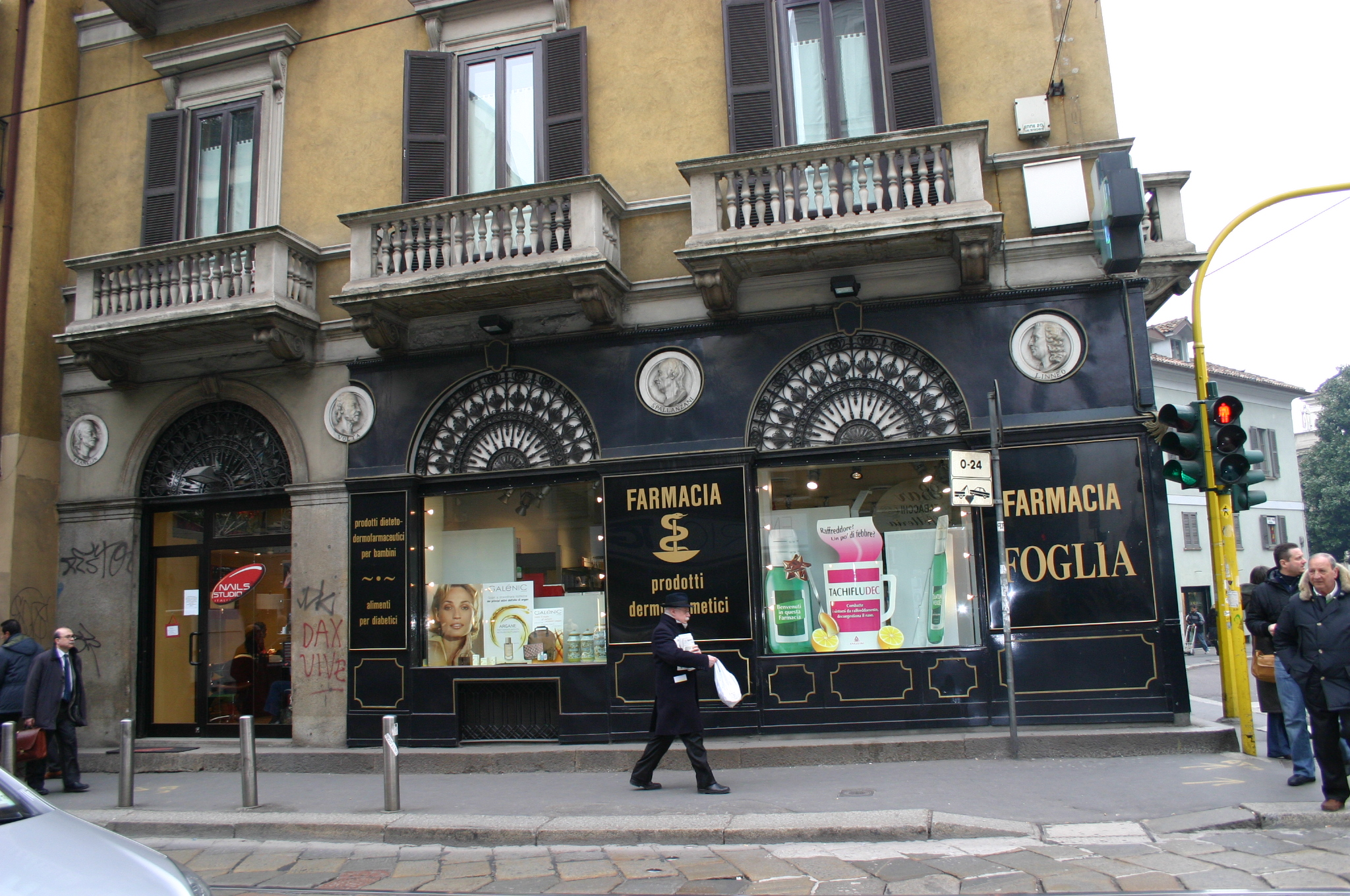
Vista di Corso di Porta Romana a Milano

## Storia
È uno dei più antichi viali del centro storico di Milano, dato che coincide con il decumano dell'antica Mediolanum. In epoca romana oltre alla Porta Romana d'epoca romana era presente la Via Porticata, strada monumentale che rappresentava un imponente ingresso per chi proveniva da Roma attraverso la via Mediolanum-Placentia.
È stato per lungo tempo il centro della vita cittadina milanese e luogo prescelto per costruirvi le proprie residenze dell'alta nobiltà di Milano.

## Trasporti
- Missori
- Crocetta
- Porta Romana
- Santa Sofia
- Sforza Policlinico